# Kemnat (Adelsgeschlecht)

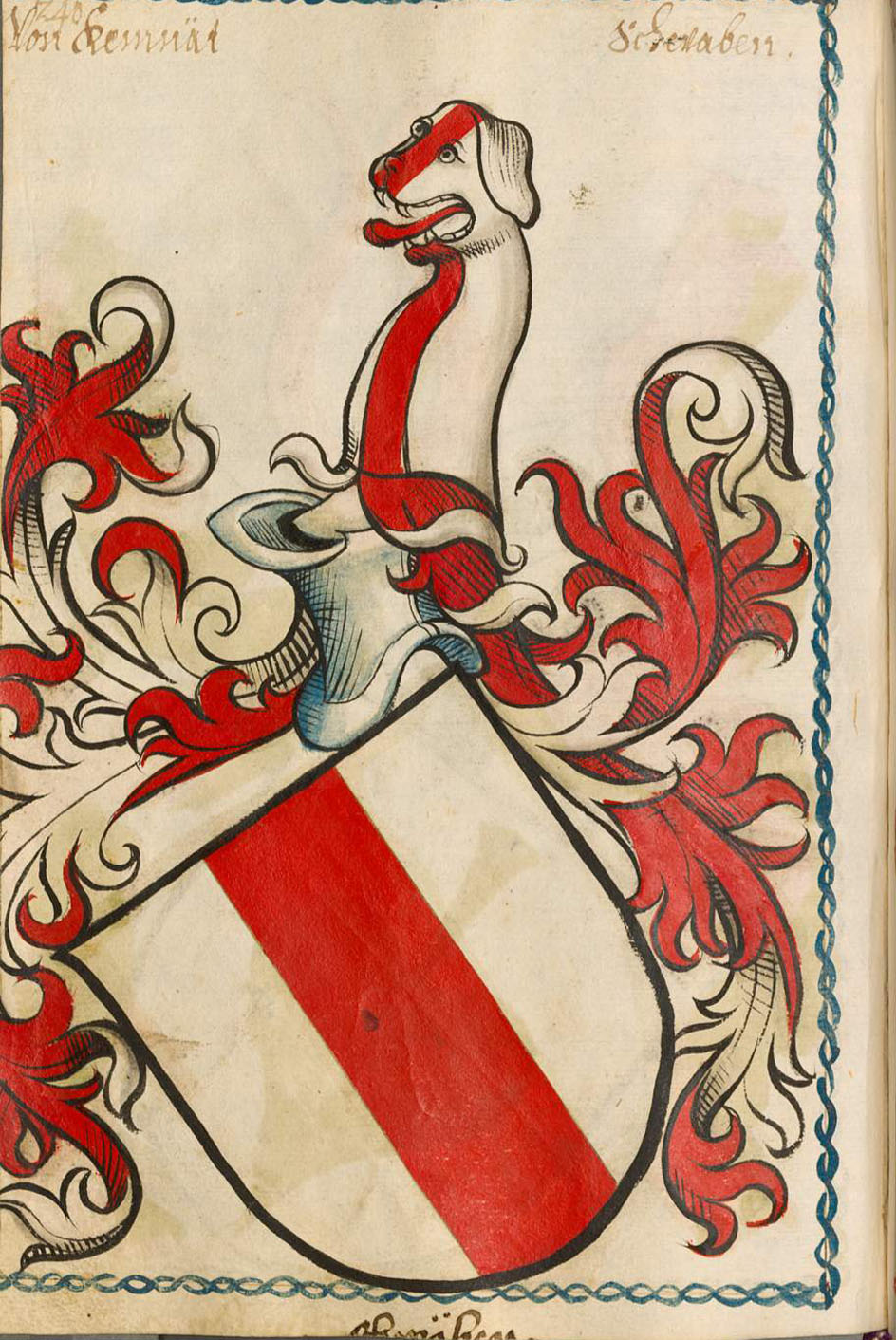
Wappen derer von Kemnat im Scheiblerschen Wappenbuch

Kemnat, auch Kemmat, hieß ein zumindest landadliges Rittergeschlecht mit Stammsitz im mittelfränkischen Oberkemmathen.
Es ist zu unterscheiden von insgesamt fünf weiteren Geschlechtern namens Kemnat: Den Erbkämmerern der Hohenstaufen in Kaufbeuren, den Kemnat, die im Stift Eichstätt ansässig waren, den Kemnatern von Ebermannsdorf, den Kemnatern von Rosenberg und den Kemnatern von Stockenfels.

## Geschichte
Die hier behandelten Kemnaten stammten aus Oberkemmathen, heute in Mittelfranken. Im Jahr 1283 schenkten Ritter Konrad von Kemnat und seine Frau Berchta einem Dominikanerinnenkloster zu Augsburg Güter zu Kemnat. Ihr gemeinsamer Sohn Konrad wurde im Kloster begraben. Ihre weiteren Söhne Heinrich und Konrad sind im Jahr 1295 belegt. Ein Heinrich von Kemnat, möglicherweise derselbe, verkaufte im Jahr 1311 Güter in Tanbach an das Kloster Heilsbronn. Seine Söhne Heinrich, Ulrich und Konrad hatten dem zugestimmt.
Um welchen Ort es sich bei Tanbach handelt, kann nicht mit Sicherheit bestimmt werden. Wahrscheinlich handelte es sich dabei um Dambach bei Ehingen. Konrad, wohl Heinrichs Bruder wurde zur Unterscheidung zum gleichnamigen Sohn Heinrichs urkundlich 1330 als der Ältere und nochmal 1343 als der Älteste bezeichnet. Daraus lässt sich folgern, dass es neben ihm und seinem Neffen noch einen weiteren Konrad von Kemnaten gab. Der Ausverkauf Kemnatischer Besitzungen ging auch unter den drei Söhnen Heinrichs weiter.
1321 verkauften Ulrich, Chunrat, Heinrich von Chemnaten und ihre Schwestern dem Kloster Pielenhofen „drey Güter daz Schaysheim“. Für den Verkauf bürgte unter anderem ihr Verwandter Ulrich von Hofstetten. Conrad von Kemnaten bezeugte und siegelte 1343 die Überlassung von mehreren Gütern und Einkünften zur Stiftung der Kapelle in Dürrwangen durch Heinrich von Dürrwangen, Landvogt des Römischen Kaisers, und dessen Ehefrau Margaretha. Die weiteren Zeugen und Mitsiegler, deuten darauf hin, dass es sich bei Heinrich von Dürrwangen möglicherweise um den Bruder oder einen engen Verwandten des Conrad von Kemnaten handelt. Conrad erscheint noch in einer weiteren Urkunde 1350 am Hirschberger Landgericht. Beim Hirschberger Landrichter Conrad von Kemnaten („Chunrat Kembnater“) der ab 1378 dort erscheint dürfte es sich bereits um dessen gleichnamigen Sohn handeln.

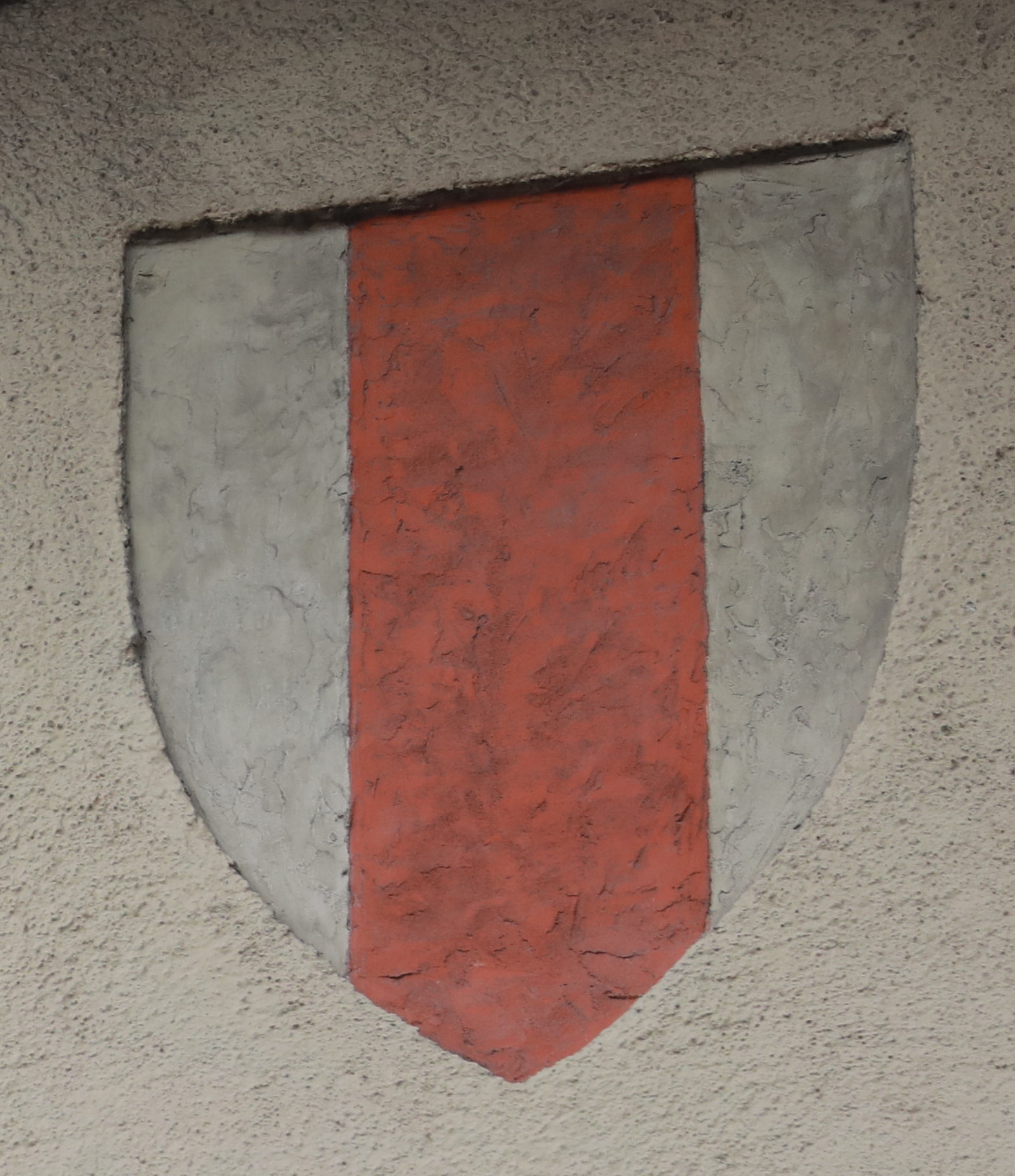
Kemnater Wappen am Isartor

Im Jahr 1322 sollen die Herren von Kemnat Ludwig dem Bayern in der Schlacht bei Mühldorf behilflich gewesen sein, weswegen ihr Wappen heute am Münchner Isartor zu sehen ist.
Ein Siegfrid von Kemanten siegelte 1346 eine Urkunde für das Spital in Dinkelsbühl. Elsbeth, Ehefrau des Hans von Kemnaten und deren Sohn Friedrich werden 1396 erwähnt. 1406 verkaufen Prand von Kemnaten und dessen Sohn Hans zwei Drittel des Zehnten von Hegnach an das Spital von Dinkelsbühl. Ob es sich dabei tatsächlich um das doch recht weit entfernte Hegnach bei Waiblingen handelt ist unklar. Ein Seitz von Kemnaten stiftete 1426 Grundbesitz zu seinem Seelenheil an die Kirche zu Dentlein am Forst. In der Urkunde wird er als Propst (Pfleger) von Spielberg bezeichnet.
Jörg von Kemnat und seine Frau Sabina verkauften im Jahr 1433 ihre ‚Behausung‘ und den Burgstall zu Oberkemmath samt ‚Zugehörungen‘ an den Dinkelsbühler Konrad Helchner. Die Burg war also demnach bereits zu dieser Zeit verfallen. Danach scheinen die Herren von Kemnaten, oder eine Linie davon, in Obermögersheim ansässig gewesen zu sein. Denn 1496 veräußerte Jörg von Kemnaten Schloss Obermögersheim an seinen Schwager Bernhart von Rossau. Die Herren von Kemnaten waren stammesverwandte der weit verzweigten Schenken von Arberg, die wiederum aus den Reichsküchenmeistern von Rothenburg hervorgegangen sein sollen.

## Turmburg Oberkemmathen
Der Stammsitz der Herren von Kemnaten, eine Motte, stand in der Ortsmitte von Oberkemmathen, etwa an der Stelle, wo sich heute das Haus Nr. 8 befindet. Von dem ehemaligen Turmhügel Oberkemmathen ist heute nichts mehr erhalten.

## Wappen
Das Wappen der Herren von Kemnat, ein roter Pfahl im silbernen Schild, ist auch Teil des Wappens der Gemeinde Langfurth geworden, wovon Oberkemmathen ein Gemeindeteil ist.
Die Helmdecken des Wappens sind rot-silbern. Kleinod: „s.[ilberner] Brackenkopf mit r.[otem] Pfahl belegt.“